# ماركوس فيليديس
ماركوس فيليديس(باليونانية: Μάρκος Βελλίδης)‏ (4 أبريل 1987) هو لاعب كرة قدم، يوناني يلعب كحارس مرمى لنادي Super League 2 Iraklis.